# Fujifilm X-T3
Fujifilm X-T3 — беззеркальный системный цифровой фотоаппарат с байонетом X компании Fujifilm. Внешний вид X-T3 приближен к классическому однообъективному зеркальному фотоаппарату.
В модели используются сменные объективы с байонетом X и КМОП-матрица формата APS-C собственной разработки (технология X-Trans четвёртого поколения) с кроп-фактором 1,5.
X-T3 представлен 6 сентября 2018 года. Цена на старте продаж 1499 долларов США без объектива, 1899 долларов с объективом .

## Корпус и варианты поставки
X-T3 выпускался в черном и серебристом (двуцветном) корпусе, стилизованном под плёночную камеру, и мог поставляться как в комплекте с объективом Fujinon XF 18-55 мм F2.8-4 R LM OIS, так и без объектива. В комплект поставки наряду с фотоаппаратом входит батарея, зарядное устройство и вспышка.

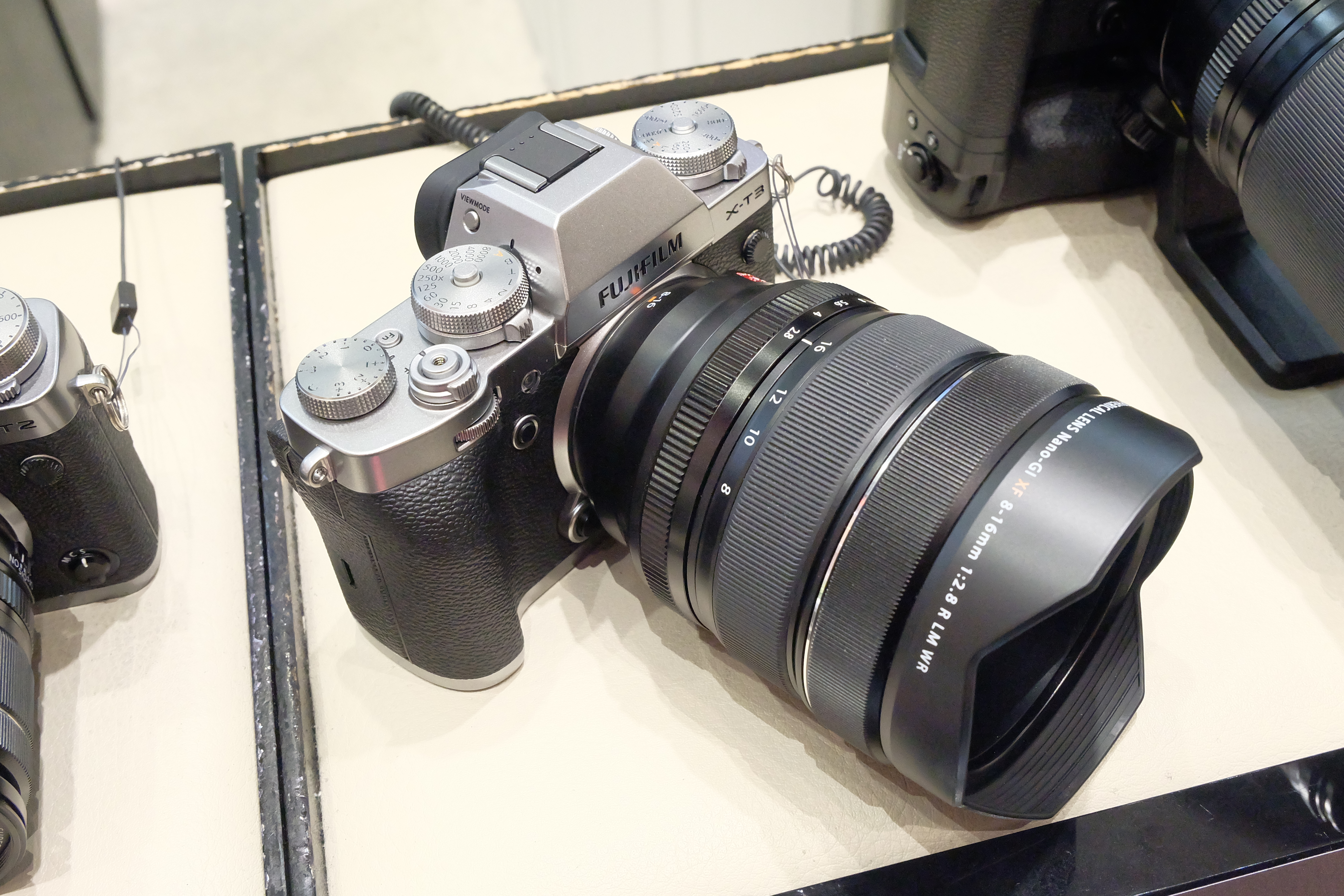
X-T3 с «китовым» объективом Fujinon XF 18-55 мм F2.8-4 R LM OIS на презентации в сентябре 2018 года в штаб-квартире компании Fujifilm

## Основные характеристики
Fujifilm X-T3, как и другие модели камер серии X, является беззеркальным системным цифровым фотоаппаратом со сменными объективами, его внешний вид выполнен в традиционном для Fujifilm ретростиле.
В X-T3 используется 26,1-мегапиксельный сенсор формата APS-C X-Trans CMOS 4 с обратной засветкой.
Оборудован поворотным ЖК-дисплеем с диагональю 3 дюйма. Окуляр электронного видоискателя размещен в верхней центральной части камеры. Выбор жк-дисплея или видоискателя определяется пользователем, возможен также автоматический выбор. ЖК-дисплей сенсорный, с его помощью можно осуществлять съёмку, а также выбирать другие опции.
X-T3 оснащён пыле- и влагозащищённым корпусом из магниевого сплава. Камера оборудована встроенным модулем Wi-Fi и Bluetooth для беспроводной передачи изображений на смартфон или планшет, а также дистанционной съёмки.
Предшественник — Fujifilm X-T2 (2016), преемник — X-T4 (2020). Однако 2-го сентября 2021 года Fujifilm анонсировала выпуск X-T3 WW (worldwide) с упрощённой системой управления, без зарядного устройства в комплекте и соответственно более низкой ценой (1100 долларов США без объектива, 1500 долларов с объективом). «Младшая» модель — Fujifilm X-T30.

## Оценки
Фотоаппарат получил главным образом положительные оценки российских фото-экспертов. Утверждается, что Fujifilm X-T3 «универсальная камера с широкими профессиональными возможностями, которая имеет конкурентные преимущества перед самыми новыми беззеркальными фотокамерами других марок и при этом относительно доступна по цене», «Совершенно точно это самая универсальная камера в истории Fujifilm, к очевидным недостаткам которой можно отнести только обусловленное маркетинговыми играми отсутствие встроенного стабилизатора изображения», «X-T3 стала одной из лучших цифровых камер на рынке с прекрасным балансом качества изображения, компактности и широких видеовозможностей…Сохранив внешнюю стилистику, инженеры исправили многие недочеты прошлых версий и создали камеру, которую смело можно рекомендовать самым требовательным фотографам».